# Леденгск
Леденгск — село в Павинском районе Костромской области. Административный центр Леденгского сельского поселения.

## География
Находится в северо-восточной части Костромской области на расстоянии приблизительно 21 км на юг-юго-запад по прямой от села Павино, административного центра района на правом берегу реки Пызмас.

## История
Известно с 1850 года как починок Гледенгская грива (позднее Леденгская грива). B этом починке имелись два двора. В 1882 году здесь была устроена деревянная церковь, купленная в Ветлужском уезде. С этого года появилось новое село Троицко-Леденгское. Тогда здесь было 5 дворов. В 1912 была освящена каменная церковь (ныне в руинированном состоянии). В советский период истории здесь работало отделение Пызмасского совхоза.

## Население
Численность постоянного населения составляла 25 человек (1882 год)), 415 в 2002 году (русские 98 %), 367 в 2022.